# Codoma
Codoma is een geslacht van straalvinnige vissen uit de familie van Cyprinidae (Eigenlijke karpers).

## Soort
- Codoma ornata Girard, 1856